# Polish Open 2023
Die Polish Open 2023 im Badminton fanden vom 22. bis zum 26. März 2023 in Tarnów statt.

## Sieger und Platzierte
| Disziplin    | Gold                              | Silber                      | Bronze                               |
| ------------ | --------------------------------- | --------------------------- | ------------------------------------ |
| Herreneinzel | Alex Lanier                       | Kalle Koljonen              | Julien Carraggi                      |
| Herreneinzel | Alex Lanier                       | Kalle Koljonen              | Magnus Johannesen                    |
| Dameneinzel  | Yeo Jia Min                       | Neslihan Yiğit              | Irina Amalie Andersen                |
| Dameneinzel  | Yeo Jia Min                       | Neslihan Yiğit              | Rosy Oktavia Pancasari               |
| Herrendoppel | Daniel Lundgaard Mads Vestergaard | Chang Ko-chi Po Li-wei      | Christopher Grimley Matthew Grimley  |
| Herrendoppel | Daniel Lundgaard Mads Vestergaard | Chang Ko-chi Po Li-wei      | Andy Kwek Loh Kean Hean              |
| Damendoppel  | Jin Yujia Crystal Wong Jia Ying   | Catherine Choi Josephine Wu | Abbygael Harris Annie Lado           |
| Damendoppel  | Jin Yujia Crystal Wong Jia Ying   | Catherine Choi Josephine Wu | Moa Sjöö Tilda Sjöö                  |
| Mixed        | Mads Vestergaard Christine Busch  | Jesper Toft Clara Graversen | Rasmus Espersen Amalie Cecilie Kudsk |
| Mixed        | Mads Vestergaard Christine Busch  | Jesper Toft Clara Graversen | Steven Stallwood Hope Warner         |